# Sebastián Feringán
Sebastián Feringán y Cortés (Báguena, provincia de Teruel, 1700-Cartagena, 1762) fue un ingeniero militar español que proyectó y realizó numerosas obras de ingeniería defensiva en la ciudad de Cartagena.
En 1717 se trasladó a Barcelona para trabajar y aprender el oficio en la construcción de la ciudadela. En 1718 se dio de alta como ingeniero en las obras de la mencionada ciudela tras pasar el examen correspondiente. En 1721 fue ascendido a Alférez lngeniero.

## Director de obras del Arsenal de Cartagena

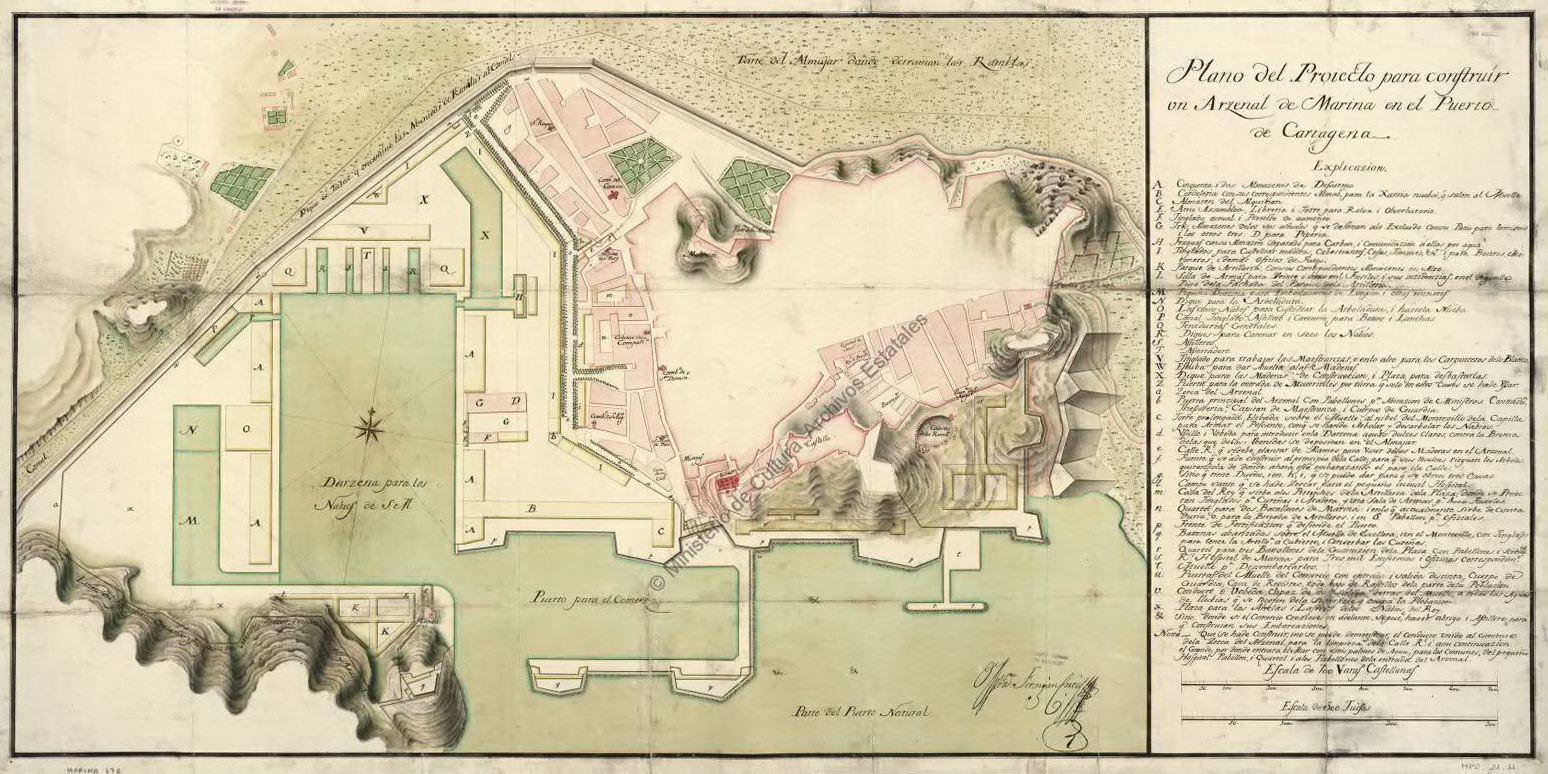
Plano del Proyecto para construir un Arsenal en Cartagena en 1751, trazado por Feringán.

En 1728 llegó a la ciudad de Cartagena para trabajar en las obras del Puerto de esta ciudad. 
En 1732 el ministro Patiño decretó la ordenación de la marina de guerra española y estableció tres departamentos navales con sedes en Cádiz, Ferrol y Cartagena. En la ciudad de Cartagena se emprendieron entonces grandes obras de ingeniería militar para convertirla en sede del Departamento Marítimo del Mediterráneo. Para esas fechas, Feringán ya había sido nombrado director de las obras del Arsenal de Cartagena.
Las obras del Arsenal de Cartagena dieron comienzo oficialmente el 20 de febrero de 1732. Para su construcción se empleó gran cantidad de presidiarios y esclavos que más tarde contribuirían a la construcción de los buques y fortificaciones de la ciudad. La obra consistió en la construcción de un gran puerto militar aprovechando parcialmente la desembocadura de una laguna interior denominada Mar de Mandarache. Se construyeron diques, talleres, almacenes, astilleros y carenas, se dotó al arsenal de un muro de cierre perimetral y se desvió y canalizó el curso de la rambla de Benipila.
Una avenida de la ciudad de Cartagena lleva su nombre.

## Obras en la ciudad de Murcia

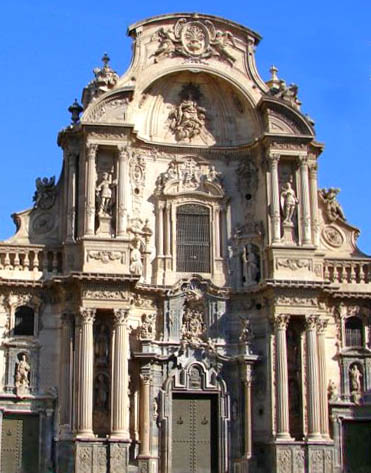
Fachada de la catedral de Murcia.

Entre 1734 y 1736 realizó el proyecto de construcción del Canal del Reguerón que evitaría las avenidas del río Sangonera sobre la ciudad de Murcia. 
Como bien se refleja en el libro de Elías Hernández Albaladejo La Fachada de la Catedral de Murcia, en 1733 el imafronte quedó seriamente dañado tras la riada de Nuestra Señora de los Reyes. Contrariamente a la mayoría de opiniones, Feringán aconsejó al cabildo derribarla y hacer una nueva. Así, se derribó la fachada y Feringán hizo los cimientos de la nueva portada. Más tarde Feringán envió al cabildo de la Catedral de Murcia el diseño en planta de la nueva portada de la catedral, y prometió enviar pronto el diseño en alzado. En abril de 1738 comenzaron las obras de la nueva fachada, pero lo hizo bajo la dirección del arquitecto Jaime Bort, a quien había propuesto un miembro del cabildo y quien contaba con el beneplácito del ingeniero, aunque a la postre las soluciones adoptadas por Bort no agradaron nada a Feringán, que dijo que la "había dejado defectuosa" por no respetar las líneas que él había propuesto con anterioridad.
Un paseo y un jardín anexo de la ciudad de Murcia lleva su nombre.

## Otras obras y proyectos
Hacia 1738 fue a Madrid, nombrado director de la Acequia del Jarama, y en 1740 intervino en el Puente de Barcas sobre el mismo río. También diseñó diversas calles como el Camino a Valdemoro y la Cuesta del Rey, así como supervisó el Caz de Colmenar para defender los intereses del Rey en esas tierras.
En 1742 retomó el proyecto del Canal de Murcia, iniciado en el siglo XVI durante el reinado de Felipe II, de trasvase de aguas de los ríos Castril y Guardal en la Provincia de Granada a los campos de Lorca, Murcia y Cartagena. Este ambicioso proyecto nunca pudo llevarse a cabo por su elevadísimo coste.
En 1749 inició la construcción del Hospital de Marina, el segundo mayor edificio en cuanto a monumentalidad de la Región de Murcia tras la Catedral.
En 1751 realizó el proyecto de construcción del Castillo de San Juan de las Águilas en la ciudad de Águilas.
En Cartagena también fue el encargado de diseñar la Alameda de San Antón, la Calle Real (que separa el Arsenal del resto de la ciudad), el Lazareto de San Julián, el Cuartel de Batallones de Infantería de Marina y la Casa de la Intendencia. Del mismo modo, diseñó en 1758 las nuevas Puertas de Murcia, que en este caso se denominaron Puertas de Madrid.
También participó en el proyecto de ampliación de los Cuarteles de Caballería de Orihuela y desempeñó diversas comisiones para mejorar las defensas de la costa de Granada y el puerto de Málaga.
En 1762 se produjo el fallecimiento de Feringán quien fue sustituido por el ingeniero militar raguseo Mateo Vodopich, el cual concluyó las obras del Hospital de Marina ese mismo año (en realidad las obras concluyeron bajo la dirección de Feringán, pero éste falleció siete días antes de la inauguración, y por eso figura el nombre de Vodopich como el de ingeniero director al término de las obras) y del Arsenal de Cartagena en 1782, ya bajo reinado de Carlos III.